# Gli sposi dell'anno secondo
Gli sposi dell'anno secondo (Les Mariés de l'an II) è un film del 1971 diretto da Jean-Paul Rappeneau.
Il titolo del film è un riferimento ai coscritti militari della "leva di massa del 1793", chiamati in difesa della repubblica francese contro gli invasori stranieri.

## Trama
1787: avendo ucciso per motivi d'onore un aristocratico troppo "galante" nei confronti di sua moglie Charlotte, Nicolas Phillibert emigra in Carolina del Sud, dove le cose gli vanno bene e in seguito vorrebbe sposare la figlia di un ricco possidente. Per fare questo, deve prima però tornare in Francia ed ottenere il divorzio dalla moglie legittima. Sbarcato a Nantes nel 1793, in pieno Regime del Terrore, viene arrestato dai rivoluzionari. Presenziando a una cerimonia repubblicana nella cattedrale, salva la vita a Pauline, una bella e ricca ereditiera monarchica, e fugge con lei in un castello isolato. Lì trova Charlotte, che dichiara di essere vedova, e che ora ha una relazione con il fratello di Pauline, Henri. Giunge in loco un principe da Londra per organizzare la resistenza durante le guerre di Vandea e si innamora di Charlotte, alla quale una zingara aveva predetto che sarebbe presto diventata principessa. Lei ammette di essere ancora sposata con Nicolas, così il principe viene drogato e trasportato a Nantes per ottenere il divorzio. Sulla nave per l'America, il certificato di divorzio di Nicolas finisce in mare. Tuffatosi nella Loira, egli nuota fino a riva per trovare nuovamente Charlotte, ma nel frattempo la donna ha deciso di fuggire con il principe in Germania. L'uomo rincorre Charlotte attraverso la Francia in preda all'invasione austriaca, e la raggiunge alla frontiera. Quindici anni dopo, Nicolas viene fatto principe da Napoleone e la predizione della zingara si avvera.